# Попова, Татьяна Сергеевна
Татьяна Сергеевна Попова (род. 17 сентября 1984 в Москве) — российская профессиональная баскетболистка, выступавшая в чемпионате России по баскетболу и за национальную сборную России. Мастер спорта России международного класса.

## Достижения
- Чемпионка Европы: (2011);
- Серебряный призёр чемпионата Европы (2009).
- Победитель Евролиги: 2013
- Серебряный призёр Евролиги: 2015
- Бронзовый призёр Евролиги: 2014
- Обладатель Суперкубка Европы: 2013
- Чемпион России: 2013, 2014, 2015
- Обладатель Кубка России: 2013, 2014